# Lophura ignita

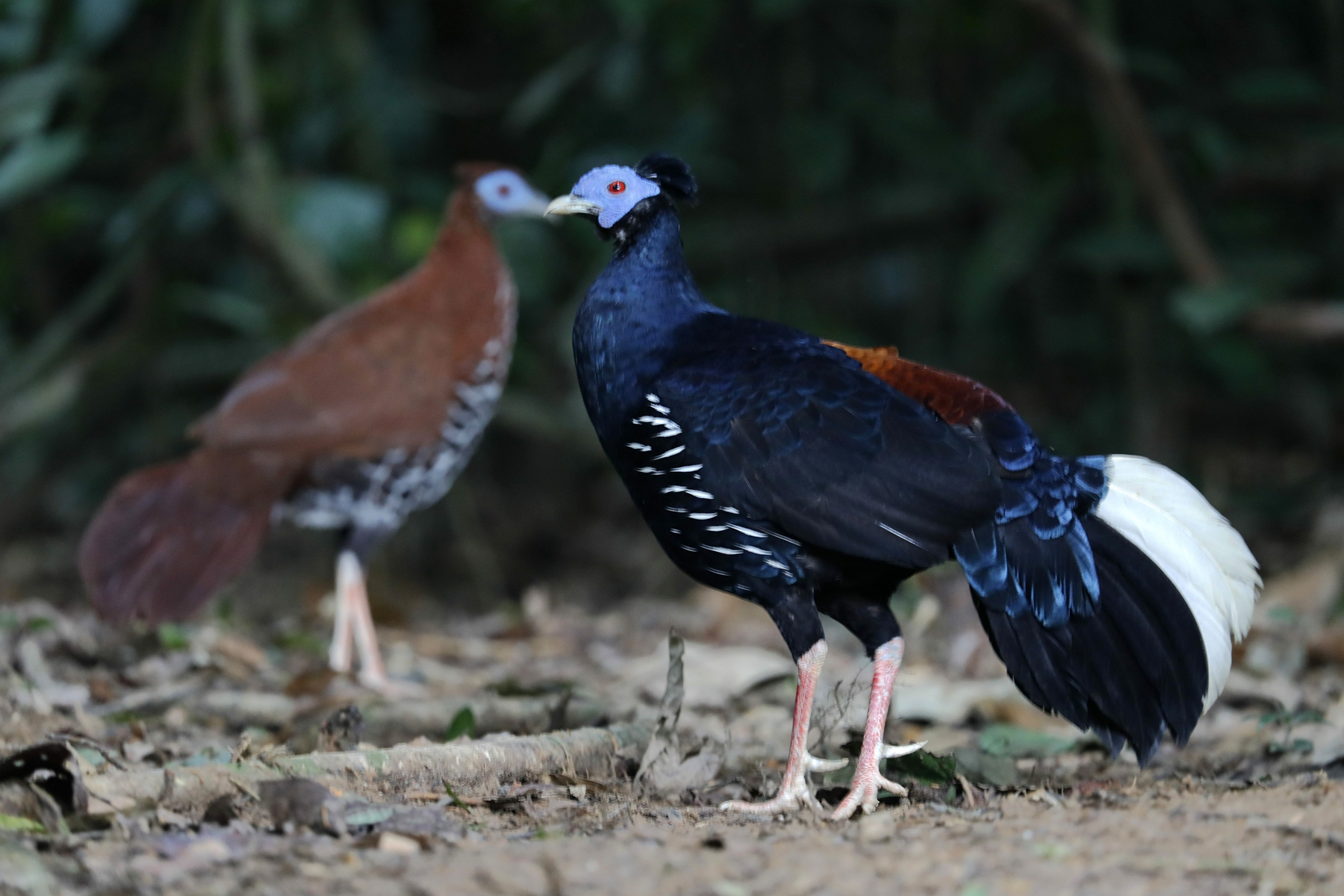
Coppia di esemplari della sottospecie L. i. rufa.

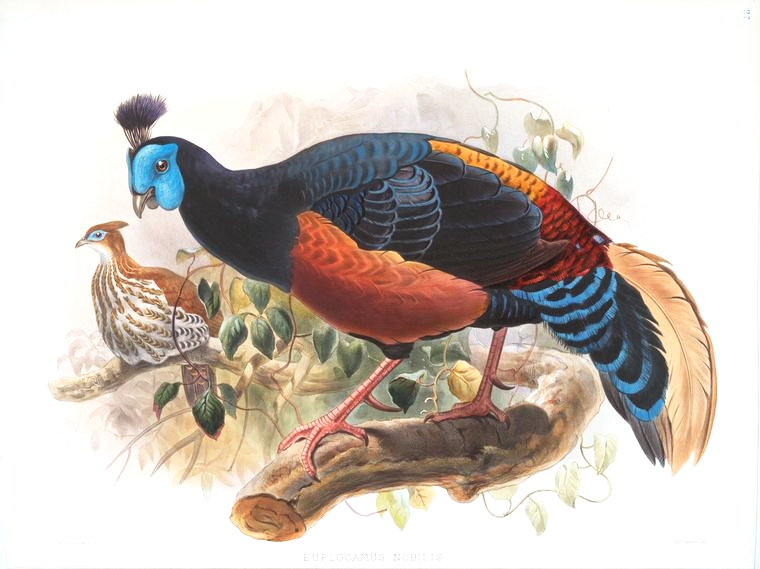
Raffigurazione di L. i. rufa.

Il fagiano di Vieillot,  fagiano crestato o dorso di fuoco crestato (Lophura ignita (Shaw, 1798)) è un uccello della famiglia dei Fasianidi originario della penisola malese e delle isole di Sumatra e Borneo. Più propriamente, con il nome comune di «fagiano di Vieillot» si indica la sottospecie L. i. rufa, mentre le due sottospecie del Borneo vengono chiamate «fagiano nobile».

## Descrizione

### Dimensioni
Il maschio misura 65-70 cm di lunghezza, dei quali 24-30 spettanti alla coda, per un peso di 1812-2605 g. La femmina è leggermente più piccola: 56-57 cm di lunghezza, dei quali 15-19 spettanti alla coda, per un peso di 1600 g circa.

### Aspetto
Il maschio della sottospecie nominale ha bargigli blu cobalto molto simili nella forma a quelli del fagiano argentato, cioè con lobi di grandi dimensioni che formano un semicerchio sopra l'occhio e i lobi inferiori che si sviluppano in avanti. Sulla sommità della testa presenta una cresta a forma di pennello; il collo, il petto, la mantellina, il dorso, le copritrici e le cosce sono di colore blu violaceo scuro; le copritrici alari blu scuro presentano delle frange iridescenti blu oltremare, mentre le remiganti primarie e secondarie sono nero-bluastre; le piume della parte bassa del dorso hanno la base blu-nera nascosta da frange di un bruno-nerastro ramato brillante che formano una grande macchia, sebbene più ridotta rispetto a quella presente nella sottospecie L. i. nobilis; il groppone e le copritrici caudali presentano delle grandi frange blu metallico. La coda, corta, larga e piatta, presenta le tre coppie di penne centrali di colore cannella-castano e leggermente arcuate, mentre le rimanenti cinque coppie sono generalmente nere. Tuttavia, esiste una notevole individualità nella distribuzione dei colori: la terza coppia a volte si presenta nera sulla parte interna e la quarta può presentare variegature castano-fulve sulla parte esterna, occasionalmente presenti anche nella quinta. La parte inferiore del petto e i fianchi sono di un castano-ramato brillante, mentre l'addome è nero. Gli occhi sono rossi e le zampe, che generalmente vanno dal grigio chiaro al biancastro, possono essere anche grigiastre con sfumature giallognole o rossastre, con tarsi dotati di forti e acuminati speroni. La femmina ha i lati della testa e il capo, anch'esso ornato di cresta a forma di pennello, di colore castano-fulvo, le ali e le copritrici della coda finemente variegate di nero, le penne della coda nere con bordi finemente variegati di marrone scuro, il mento e la gola bianchi; le piume del petto, i fianchi e le cosce mostrano variegature molto più fini di colore bruno-nerastro con bordi bianchi che producono un effetto squamato; l'addome è bianco. I bargigli sono uguali come forma e colore a quelli del maschio, ma sono notevolmente più piccoli; anche le zampe e il becco sono uguali a quelli del maschio, ma quest'ultimo alla base si presenta marrone, mentre le zampe a volte mostrano sfumature bruno-rossastre.
La sottospecie L. i. nobilis è praticamente identica a quella nominale, ma se ne distingue per le dimensioni maggiori e per la maggior presenza di marrone ramato sulla parte bassa della schiena.
Il maschio della sottospecie L. i. rufa assomiglia, per forma e costituzione, a quello di L. i. nobilis, ma presenta le penne centrali della coda bianche anziché cannella-castano. Il petto e i fianchi sono di colore blu scuro; le piume di questi ultimi presentano il rachide composto da striature bianche di larghezza variabile. La parte bassa del dorso mostra una grande macchia di colore ramato-rossiccio brillante e con meno marrone rispetto a L. i. ignita. Anche i bargigli hanno una forma diversa, formando quattro lobi regolarmente disposti intorno agli occhi, uguali a quelli del fagiano di Swinhoe, con colorazione blu cobalto più chiara rispetto a L. i. ignita e una macchia rossa sui bordi dei lobi inferiori. Le zampe sono rossicce e dotate di forti e acuminati speroni. La femmina nel complesso presenta una colorazione molto simile a quella di L. i. ignita, ma se ne differenzia per essere più uniforme e pressoché priva delle variegature che caratterizzano la livrea della conspecifica. Inoltre è più grossa e alta sulle zampe, ha la coda interamente castana e le zampe rossicce anziché grigio-brunastre.

## Biologia

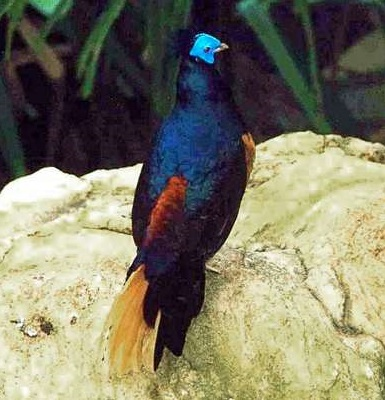
Primo piano della regione dorsale di un maschio della sottospecie ignita.

### Comportamento
Il fagiano di Vieillot è un uccello molto prudente. Dato che vive nel fitto sottobosco delle foreste pluviali, è difficile osservarlo per un periodo abbastanza lungo da poter descriverne in dettaglio le principali abitudini. Viene osservato per la maggior parte delle volte in prossimità di fiumi o piccoli ruscelli e la sua presenza è spesso tradita dai richiami che le bande di esemplari emettono per comunicare tra loro mentre si spostano sotto la copertura degli alberi. È possibile individuarlo anche grazie al ronzio prodotto dallo sbattere delle ali dei maschi. A causa della mancanza di visibilità nel sottobosco, è piuttosto difficile determinare con sicurezza la dimensione dei gruppi. Tuttavia, è possibile affermare che i membri di ciascun gruppo siano piuttosto numerosi. I raggruppamenti di 5-6 individui sono frequenti e per lo più (ma non sempre) comprendono un unico maschio. Non appena vengono disturbati, questi uccelli fuggono via correndo rapidamente, rimanendo uniti e non disperdendosi. Tuttavia, quando il pericolo è maggiore, si alzano in aria con un volo rumoroso e disordinato, atterrando a breve distanza.

### Alimentazione
Il fagiano di Vieillot ha una dieta varia. A quanto pare si alimenta durante tutto il giorno, razzolando nella lettiera di foglie e afferrando con il becco i piccoli animali o i vegetali che trova. Sempre con il becco stacca piccoli morsi dai frutti maturi caduti a terra. Il fagiano di Vieillot seleziona accuratamente le zone di foresta umida dove gli invertebrati sono abbondanti.

### Riproduzione
La modalità di riproduzione è sconosciuta. In cattività, questi uccelli sono monogami. In natura, tuttavia, alcuni indizi sembrano suggerire che le cose siano più complicate. I fagiani di Vieillot non emettono richiami potenti. Il ronzio delle ali è senza dubbio la tecnica più importante e il rituale più elaborato che il maschio possiede per mettere in evidenza e segnalare il possesso del suo territorio. Dal momento che tale comportamento è più frequente tra maggio e giugno, nel periodo in cui si formano le coppie, si può pensare anche che sia un rituale importante per sedurre le femmine. Durante il periodo pre-nuziale, i maschi occupano un nucleo centrale di un ettaro all'interno del loro vasto territorio. Questa superficie limitata, i cui confini vengono ben mantenuti, può eventualmente servire da territorio di accoppiamento.
La stagione della nidificazione va da aprile a giugno. Il nido è una struttura semplice costituita da foglie secche, erba e bambù, nascosta nel fitto sottobosco. La femmina vi depone da 4 a 8 uova di colore da bianco-crema a camoscio-crema, di forma relativamente circolare. Il periodo di incubazione dura 24 giorni.

## Distribuzione e habitat
I fagiani appartenenti a questa specie vivono nelle regioni di pianura della penisola malese, dell'istmo di Kra, di Sumatra e del Borneo. Nonostante siano distribuiti in aree non propriamente vicine e spesso diverse, frequentano habitat che potremmo definire molto simili, se non del tutto uguali, pur con qualche piccola variante dovuta a diverse caratteristiche sia comportamentali che caratteriali. Vivono solitamente a quote piuttosto basse o collinari all'interno di foreste primarie decidue e sempreverdi con ricco e intricato sottobosco, ma non disdegnano neppure boschetti di bambù e macchie cespugliose con abbondante copertura vegetale, anche spinosa, che si trovano soprattutto nelle vicinanze di ruscelli o corsi d'acqua importanti.

## Tassonomia
Gli studiosi riconoscono quattro sottospecie di fagiano di Vieillot:
- L. i. rufa (Raffles, 1822), diffusa nella penisola malese e a Sumatra (ad eccezione della parte sud-orientale dell'isola);
- L. i. macartneyi (Temminck, 1813), nota anche come fagiano di Delacour, endemica della parte sud-orientale di Sumatra;
- L. i. nobilis (P. L. Sclater, 1863), diffusa nella parte settentrionale del Borneo (Sarawak e Sabah);
- L. i. ignita (Shaw, 1798), propria della parte meridionale del Borneo (Kalimantan) e di Bangka, un'isola al largo della costa sud-orientale di Sumatra.

## Conservazione
La specie viene considerata «prossima alla minaccia» (Near Threatened), nonostante in alcune regioni sembri ancora relativamente abbondante; in Thailandia, tuttavia, essa è divenuta ormai rara e in Malesia, sebbene sia stata osservata all'interno di alcune aree protette, la sua distribuzione attuale è comunque poco conosciuta. Localmente è ancora apparentemente comune a Sabah, Sumatra e Kalimantan, ma non ci sono dati recenti che riguardino la Birmania e, dati gli attuali tassi di deforestazione, potrebbe essere in declino anche in Indonesia.